# Герман Олексій Олексійович
Олексі́й Олексі́йович Ге́рман (рос. Алексей Алексеевич Герман; 4 вересня 1976, Ленінград, РРФСР, СРСР) — російський кінорежисер та сценарист.

## Біографія
Олексій Олексійович Герман народився 4 вересня 1976 року в Ленінграді в сім'ї кінорежисера Олексія Юрійовича Германа і сценаристки Світлани Кармаліти. Він онук письменника Юрія Германа.
У 2001 році Герман закінчив режисерський факультет ВДІКу (майстерня Сергія Соловйова і Валерія Рубіна), працював на кіностудії «Ленфільм».
У кіно Олексій Герман дебютував у 2003 році фільмом «Останній потяг», який був відзначений низкою кінонагород на міжнародних кінофестивалях у Венеції, Братиславі, Салоніках, та здобув кілька національних кінопремій.
У 2015 році в конкурсі 65-го Берлінського міжнародного кінофестивалю брав участь фільм Олексія Германа-молодшого «Під електричними хмарами». Фільм був удостоєний «Срібного ведмедя» за видатні досягнення в області кіномистецтва (кінооператори Євген Привін і Сергій Михальчук).
Фільми Олексія Германа 2018 року «Довлатов», про декілька днів з життя письменника Сергія Довлатова в 1971 році, був відібраний до конкурсної програми 68-го Берлінського міжнародного кінофестивалю.

## Фільмографія
- 2003 — Останній потяг
- 2005 — Garpastum
- 2008 — Паперовий солдат
- 2009 — Коротке замикання (альманах), новела «Кім»
- 2011 — З Токіо (короткометражка)
- 2015 — Під електричними хмарами
- 2018 — Довлатов
- 2022 — Повітря

## Визнання
| Рік                                                   | Категорія                                     | Фільм                    | Результат    |
| ----------------------------------------------------- | --------------------------------------------- | ------------------------ | ------------ |
| Венеційський міжнародний кінофестиваль                |                                               |                          |              |
| 2003                                                  | Приз Луїджі Де Лаурентіса — Спеціальна згадка | Останній потяг           | Перемога     |
| 2005                                                  | Золотий лев                                   | Garpastum                | Номінація    |
| 2008                                                  | Золотий лев                                   | Паперовий солдат         | Номінація    |
| 2008                                                  | Срібний лев                                   | Паперовий солдат         | Перемога     |
| Міжнародний кінофестиваль в Салоніках                 |                                               |                          |              |
| 2003                                                  | Золотий Александр                             | Останній потяг           | Перемога     |
| 2003                                                  | Приз ФІПРЕССІ                                 | Останній потяг           | Перемога     |
| Київський міжнародний кінофестиваль «Молодість»       |                                               |                          |              |
| 2003                                                  | Найкращий повнометражний художній фільм       | Останній потяг           | Номінація    |
| Братиславський міжнародний кінофестиваль              |                                               |                          |              |
| 2003                                                  | Гран-прі                                      | Останній потяг           | Номінація    |
| 2005                                                  | Гран-прі                                      | Garpastum                | Номінація    |
| 2005                                                  | Спеціальна згадка (за візуальну майстерність) | Garpastum                | Перемога     |
| Брюссельський європейський кінофестиваль              |                                               |                          |              |
| 2004                                                  | Золотий ірис                                  | Останній потяг           | Номінація    |
| Роттердамський міжнародний кінофестиваль              |                                               |                          |              |
| 2004                                                  | Нагорода Amnesty International                | Останній потяг           | Перемога     |
| 'Кінофестиваль goEast у Вісбадені                     |                                               |                          |              |
| 2004                                                  | Спеціальна згадка                             | Останній потяг           | Перемога     |
| 2006                                                  | Найкращий режисер                             | Garpastum                | Перемога     |
| 2015                                                  | Нагорода SKODA                                | Під електричними хмарами | Номінація    |
| Премія «Ніка»                                         |                                               |                          |              |
| 2004                                                  | Відкриття року                                | Останній потяг           | Перемога     |
| 2006                                                  | Найкращий фільм                               | Garpastum                | Номінація    |
| 2006                                                  | Найкращий режисер                             | Garpastum                | Перемога     |
| 2009                                                  | Найкращий фільм                               | Паперовий солдат         | Номінація    |
| 2009                                                  | Найкращий режисер                             | Паперовий солдат         | Перемога     |
| 2009                                                  | Найкращий сценарій                            | Паперовий солдат         | Номінація    |
| 2016                                                  | Найкращий режисер                             | Під електричними хмарами | Перемога     |
| Російська Гільдія кінокритиків                        |                                               |                          |              |
| 2004                                                  | Золотий Овен за найкращий дебют               | Останній потяг           | Перемога     |
| 2005                                                  | Золотий Овен за найкращий фільм               | Garpastum                | Номінація    |
| 2005                                                  | Золотий Овен найкращому режисерові            | Garpastum                | Номінація    |
| 2008                                                  | Білий слон за найкращий фільм                 | Паперовий солдат         | Номінація    |
| 2008                                                  | Білий слон найкращому режисерові              | Паперовий солдат         | Перемога     |
| Талліннський кінофестиваль «Темні ночі»               |                                               |                          |              |
| 2005                                                  | Гран-прі                                      | Garpastum                | Номінація    |
| 2005                                                  | Приз журі Postimees                           | Garpastum                | Перемога     |
| 2005                                                  | Нагорода Естонський кінокритиків              | Garpastum                | Перемога     |
| Міжнародний кінофестиваль у Чикаго                    |                                               |                          |              |
| 2005                                                  | Золотий Г'юго за найкращий художній фільм     | Garpastum                | Номінація    |
| Софійський міжнародний кінофестиваль                  |                                               |                          |              |
| 2006                                                  | Гран-прі                                      | Garpastum                | Перемога     |
| Премія Кіноакадемії Азіатсько-тихоокеанського регіону |                                               |                          |              |
| 2015                                                  | Досягнення в кінорежисурі                     | Під електричними хмарами | Перемога     |
| Берлінський міжнародний кінофестиваль                 |                                               |                          |              |
| 2015                                                  | Золотий ведмідь                               | Під електричними хмарами | Номінація    |
| 2018                                                  | Золотий ведмідь                               | Довлатов                 | В очікуванні |